# Huánuco

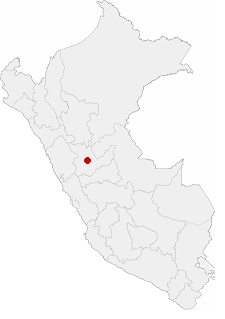
Huánucos läge i Peru.

Huánuco är en stad i centrala Peru, och är huvudort i departementet Huánuco och Huánucodistriktet. Staden är också säte för det katolska Huánucostiftet. Folkmängden uppgick till 175 068 invånare 2015. Staden betjänas av flygplatsen Alf. FAP David Figueroa F. Airport.

## Historia
Staden grundades av den spanske kaptenen och conquistadoren Gómez de Alvarado 1539 på platsen för inkastaden Huánuco Marca. 1541 flyttade staden Huánuco till sin nuvarande plats i Pillcodalen.
Huánuco hade en viktig roll i Perus kamp för självständighet och i kriget mot Chile. I Huánuco organiserades många bataljoner med motståndsmän och bergsjägare som kämpade mot chilenarna i Breñakampanjen. De mest framstående av dessa gerillagrupper kommenderades av översten Leoncio Prado.